# 鵝莓
鵝莓（學名：Ribes uva-crispa），又稱醋栗或歐洲醋栗，是茶藨子科醋栗屬草本植物的一種。

## 特性
原本發源於歐洲、北非和中東。現在主要分佈於溫潤氣候地區。屬灌木，果实绿色，多汁，味酸甜，單果重3-5克，表皮有刺。醋栗3月底发芽，6月中旬果实成熟。